# Parevander hovorei
Parevander hovorei là một loài bọ cánh cứng trong họ Cerambycidae.